# 敘利亞人
叙利亚人（阿拉伯语：‎）是叙利亚的主體民族。一般具有黎凡特人、闪米特人的血统。